# Udo Voigt
Udo Manfred Lothar Voigt (Viersen, 14 de abril de 1952 – 17 de julho de 2025) foi um político alemão do Partido Nacional Democrata Alemão que é um partido nacionalista.
Desde 1996, Udo Voigt foi o líder do partido. Udo Voigt foi condenado em 2004 por chamar Hitler de “grande estadista”.

## Morte
Voigt morreu em 17 de julho de 2025, após uma curta e grave doença aos 73 anos.